# Нукор
Nucor Corporation е американска компания.
Тя е измежду най-големите производители на стомана в света с произведено количество 15 800 000 тона и обем на продажбите 6,2 млрд. щатски долара през 2003 г.
1. 1 2  www.sec.gov //   1 март 2023 г.